# Lakatoro
Lakatoro est la capitale de la province Malampa au Vanuatu. Située sur la rive est de Malekula (Mallicolo), c'est la plus grande ville de l'île.

## Description
Capitale de la province de Malampa au Vanuatu, Lakatoro se compose de quelques magasins de détail, d'un supermarché, d'un marché local vendant des produits agricoles locaux. Un centre culturel a été ouvert en 1991 et contient des masques traditionnels.

## Transports
La ville est desservie par l'Aéroport de Norsup (en) qui se trouve à mi-chemin entre Norsup et Lakatoro. Il y a un service d'expédition hebdomadaire de Port-Vila (Efate) à Litzlitz (Malekula) à Luganville (Santo).

## Économie
La Banque nationale de Vanuatu (NBV) est la seule banque de Lakatoro. Un agent du groupe bancaire Australia and New Zealand Banking Group a un représentant à Lakatoro qui agit en tant qu'agent pour son produit GoMoney. Le bureau de l'agent est au PIM Trading, à côté de la maison du marché.

## Communications
Telecom Vanuatu Limited (TVL) et Digicel (Digi) fournissent tous deux un service de téléphonie mobile à Lakatoro.